# セント・ジョン・グリア・アーヴィン
セント・ジョン・グリア・アーヴィン（St. John Greer Ervine, 1883年12月28日 - 1971年1月24日）はイギリスの劇作家、小説家、評論家、劇場支配人である。北アイルランド、アントリム県ベルファスト生まれ。

## 略歴
ベルファスト発行の日刊新聞 The Daily Citizen に劇評を寄せたのが、劇評家としての経歴の始まりである。1916年にはアベイ座の支配人となり、また欧州戦線にも従軍した。アメリカ合衆国を訪れて後、劇評家としてロンドンに定住する。

## 作品
- "Mixed Marriage"、『離婚』（アイルランドのアルスターにおける宗教上の党派的抗争より起こる結婚悲劇を題材とする）
- "John Ferguson"、『ジョン・ファグスン』
- "Jane Clegg"、『ジェン・クレッグ』